# Súbete a mi moto (telenovela)
Súbete a mi moto es una telenovela mexicana de TV Azteca, producida en 2002 por Antulio Jiménez Pons, quien más tarde fue sustituido por Gerardo Zurita.
Protagonizada por Vanessa Acosta , Mark Tacher,  Sandra Echeverría y Michel Brown, con las participaciones antagónicas de Bárbara Mori, Jorge Luis Pila, Vanessa Villela, Susana Alexander y Carmen Delgado. Cuenta además con las actuaciones estelares de Gabriela Roel, Fernando Ciangherotti, Montserrat Ontiveros, Enrique Novi, Alejandra Urdiain y Adrián Cué.

## Sinopsis
Súbete a mi moto es la historia de cinco jóvenes con distintas personalidades, pero las cinco son entusiastas, modernas y sobre todo románticas.
María José "Mari Jo" (Vanessa Acosta), Mariana (Sandra Echeverría), y sus dos medias hermanas: Renata (Vanessa Villela) y Cecilia (Alejandra Urdiaín) buscan sobrevivir a los problemas familiares, tratando de compartir un padre, siendo hijas de diferentes madres, Enriqueta (Monserrat Ontiveros) y Laura (Gabriela Roel) respectivamente, ambas buenas mujeres, pero con puntos de vista muy diferentes a nuestras protagonistas, por cuestiones de generación y de personalidad.
Mariana y Renata, medias hermanas, se enamorarán de Ricardo (Michel Brown) y lucharán por él hasta el final, sin contar que una tercera persona, hermosa y muy perversa, las manipula para que se peleen entre sí, y al final quedarse con Ricardo. Se trata de Nelly (Bárbara Mori), la envidiosa prima de las chicas, que junto con su madre Carmen (Carmen Delgado), le harán la vida imposible a los protagonistas.
En esta historia también aparece Carlos (Jorge Luis Pila), un hombre peligroso que se dedica al negocio de la piratería y las drogas, aparentando ser una buena persona, con ayuda de su mano derecha Miguel Ángel (Christian Cataldi), hará que sus planes salgan a la perfección
Ernesto (Fernando Ciangherotti), el padre de las hermanas, director de una importante disquera, está desolado tras darse cuenta de que no era verdad que Enriqueta, su primera esposa, lo traicionó, y después de casi 20 años descubre que por intrigas de Doña Angustias (Susana Alexander), su exsuegra, sus dos hijas del primer matrimonio creen que él las abandonó. Pero eso no es lo peor, Ernesto, ahora casado con Laura y con dos hijas más, se da cuenta al volver a ver a Enriqueta que ¡la sigue amando!, pero también ama a su actual esposa.
Renata en realidad no es hija de Ernesto y Laura, si no Nelly, Carmen cambio a las niñas cuando habían nacido pensando que Laura tuvo un hijo varón, que finalmente resultó lo contrario.
Mauricio (Adrián Cue), amigo de Ricardo y campeón en Motocross, está enamorado de Renata, quien lo rechaza siempre. Mauricio intenta acercarse a Renata de varias formas, sin conseguir buenos resultados.
Mari Jo es la clásica chica bonita que no quiere arreglarse mucho para que los hombres no se fijen en ella por su físico, sino por su inteligencia. Se enamora de José (Mark Tacher), casi 10 años mayor que ella, causando una serie de conflictos tanto por la diferencia de edades, como por la forma de ser de Mari Jo. En cierto momento de la historia, Mari Jo y José competirán por ser los mejores locutores de radio, a pesar del amor que se tienen. Mari Jo atrae la atención de Carlos y está dispuesto a separarla de José.
Cecilia, la más joven de las hermanas, cuyo conflicto es saber qué carrera elegir después de graduarse de preparatoria, no se da cuenta del gran amor que le tiene Cuco (José Julián), el simpático sobrino del tendero que ha venido a estudiar psicología y que tiene como sueño platónico convertirse en cantante, ya que Cecilia se enamora Miguel Ángel.
Ernesto, decidido a que sus cuatro hijas se lleven bien, propone vivir él solo con las cuatro, creándose situaciones sentimentales, emocionales, y de comedia que harán de esta telenovela algo previsible.

## Elenco
- Bárbara Mori ... Nelly Noriega / Nelly Toledo
- Vanessa Acosta ... María José "Mari Jo" Toledo Burgos
- Mark Tacher... José "Pepe" Izaguirre
- Sandra Echeverría ... Mariana Toledo Burgos
- Michel Brown ... Ricardo Narváez Soler
- Vanessa Villela ... Renata Toledo / Renata Noriega
- Jorge Luis Pila ... Carlos Hernández / Carlos López Benavides
- Alejandra Urdiain ... Cecilia Toledo
- Adrián Cué ... Mauricio Valtierra
- Gabriela Roel ... Laura de Toledo
- Fernando Ciangherotti ... Ernesto Toledo
- Monserrat Ontiveros ... Enriqueta Burgos
- Susana Alexander ... Angustias Vda. de Burgos
- Enrique Novi ... Federico Guerra
- Carmen Delgado ... Carmen / Adela
- Alejandro Gaytán ... Guillermo "Memo" Benavides
- Christian Cataldi ... Miguel Ángel Ruíz
- José Julián ... Refugio "Cuco"
- Gabriela Hassel ... Emilia
- Bertha Kaim ... Vanessa
- Luis Arrieta ... Jorge Silva Guerra
- Raquel Bustos ... Marcela Benavides
- Roberto Plantier ... Tomás
- Altair Jarabo ... Gabriela "Gaby" Narváez Soler
- Nubia Martí ... Susana Guerra
- Eva Prado ... Elena Soler Vda. de Narváez
- Enrique Becker ... Miguel Soler
- Ramiro Orci ... Don Chucho
- Alma Martínez ... Chelita
- Araceli Chavira ...  Guadalupe "Lupita" Barragán
- Gina Moret ... Mercedes Benavides Barragán
- Mauricio Ferrari ... Joaquín Noriega
- Arturo Beristáin ... Lic. David Díaz
- Paola Núñez ... Leticia
- Irma Infante ... Bertha
- Alberto Casanova... Teodoro
- Carmen Zavaleta ... Sarita
- José Ramón Escorza ... Door-man
- César Cansdales ... Bartender
- León Michel ... Rodolfo
- Gabriel Chávez ... Félix Uribe
- Andrea Escalona ... Dani